# Sverigetopplistan
Sverigetopplistan siden oktober 2007 navnet på Sveriges officielle album- og single-hitliste. 
Listen, der tidligere blev kendt som Topplistan og Hitlistan, har siden etableringen 14. november 1975 været baseret på salgsdata fra den svenske musikindstrisammenslutning Grammofonleverantörernas förening. Oprindeligt havde listen sit eget program i Sveriges Radio P3, men dette blev nedlagt i 2006, således at P3 kun offentliggør den del af listen, der vedrører det digitale salg af musik. Denne del opgøres af Nielsen SoundScan. Det digitalt distribuerede musik havde fra 2006 sin egen liste, kaldet Downloadlistan, men siden slutningen af 2006 er listerne lagt sammen, så der i dag ikke skelnes mellem fysisk og digitalt distribueret musik. Listen omfatter foruden musikalbums også musik-dvd'er. Med undtagelse af perioden 2004–2009 er listen blevet offentliggjort om fredagen; i disse fem år dog torsdag.